# Davy Klaassen
Davy Klaassen (ur. 21 lutego 1993 w Hilversum) – holenderski piłkarz, występujący na pozycji pomocnika we włoskim klubie Inter Mediolan oraz w reprezentacji Holandii.

## Kariera klubowa

### AFC Ajax
Po grze w zespołach juniorskich HVV de Zebra’s i HSV Wasmeer, w 2004 roku dołączył do akademii Ajaxu Amsterdam.
22 listopada 2011 zadebiutował w barwach Ajaxu w Lidze Mistrzów. W 85 minucie meczu przeciwko Olympique Lyonnais zmienił Lorenzo Ebecilio. 27 listopada zadebiutował w Eredivisie przeciwko NEC Nijmegen, a minutę po wejściu strzelił bramkę.

### Everton
15 czerwca 2017 Klaassen podpisał czteroletni kontrakt z Everton, na kwotę £23.6 milionów. W sezonie 2017/18, Klaassen zagrał tylko w 7 meczach, startując tylko w 3.

### Werder Brema

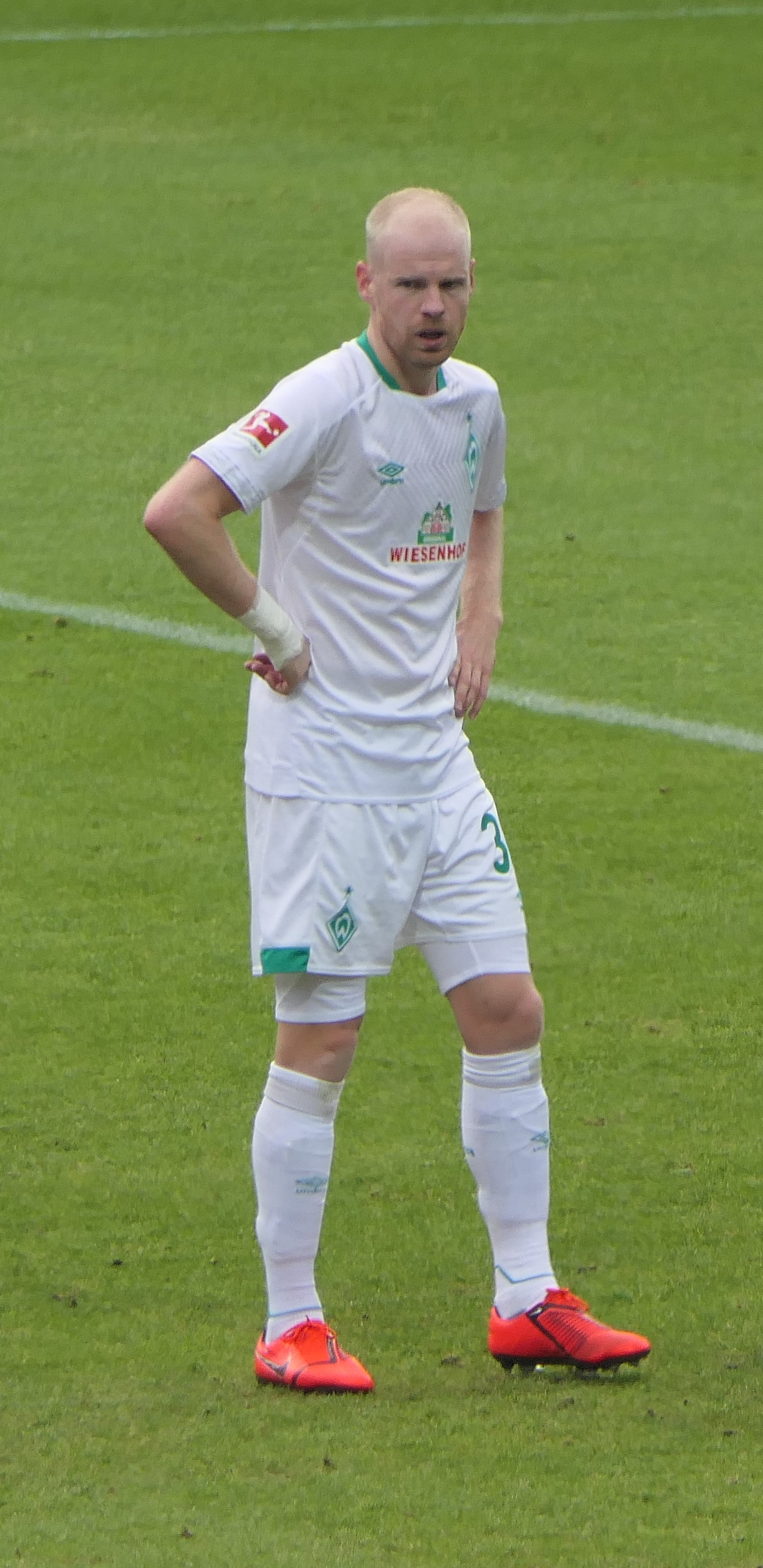
Klaasen (2019)

27 czerwca 2018 Klaassen podpisał czteroletni kontrakt z Werder Brema, na kwotę £12 milionów.

## Statystyki

### Klubowe
(aktualne na dzień 23 maja 2019)
| Klub               | Sezon              | Liga               | Liga  | Liga   | Puchary krajowe | Puchary krajowe | Europa | Europa | Inne  | Inne   | Suma  | Suma   |
| Klub               | Sezon              | Liga               | Mecze | Bramki | Mecze           | Bramki          | Mecze  | Bramki | Mecze | Bramki | Mecze | Bramki |
| ------------------ | ------------------ | ------------------ | ----- | ------ | --------------- | --------------- | ------ | ------ | ----- | ------ | ----- | ------ |
| AFC Ajax           | 2011/12            | Eredivisie         | 4     | 1      | 0               | 0               | 3      | 0      | –     | –      | 7     | 1      |
| AFC Ajax           | 2012/13            | Eredivisie         | 2     | 0      | 0               | 0               | 0      | 0      | 1     | 0      | 3     | 0      |
| AFC Ajax           | 2013/14            | Eredivisie         | 26    | 10     | 5               | 0               | 5      | 1      | 0     | 0      | 36    | 11     |
| AFC Ajax           | 2014/15            | Eredivisie         | 30    | 6      | 3               | 0               | 10     | 2      | 1     | 0      | 44    | 8      |
| AFC Ajax           | 2015/16            | Eredivisie         | 31    | 13     | 0               | 0               | 6      | 0      | 0     | 0      | 37    | 13     |
| AFC Ajax           | 2016/17            | Eredivisie         | 33    | 14     | 0               | 0               | 13     | 2      | 0     | 0      | 46    | 16     |
| AFC Ajax           | Ogólnie            | Ogólnie            | 126   | 44     | 8               | 0               | 38     | 7      | 2     | 0      | 174   | 51     |
| Everton            | 2017/18            | Premier League     | 7     | 0      | 1               | 0               | 8      | 0      | –     | –      | 16    | 0      |
| Everton            | Ogólnie            | Ogólnie            | 7     | 0      | 1               | 0               | 8      | 0      | 0     | 0      | 16    | 0      |
| Werder Brema       | 2018/19            | Bundesliga         | 33    | 5      | 5               | 2               | -      | -      | -     | -      | 38    | 7      |
| Ogólnie w karierze | Ogólnie w karierze | Ogólnie w karierze | 166   | 49     | 14              | 2               | 46     | 7      | 2     | 0      | 228   | 58     |

## Sukcesy

### AFC Ajax
- Mistrzostwo Holandii: 2011/2012, 2012/2013, 2013/2014, 2020/2021, 2021/2022
- Puchar Holandii: 2020/2021
- Superpuchar Holandii: 2013